# ¡Adios Amigos!
¡Adios Amigos! – czternasty studyjny album zespołu Ramones, wydany 18 lipca 1995 roku przez Radioactive Records.

## Lista utworów
1. „I Don't Want to Grow Up” (Tom Waits/Kathleen Brennan) – 2:46
2. „Makin' Monsters For My Friends” (Dee Dee Ramone/Daniel Rey) – 2:35
3. „It's Not For Me to Know” (Dee Dee Ramone/Daniel Rey) – 2:51
4. „The Crusher” (Dee Dee Ramone/Daniel Rey) – 2:27
5. „Life's a Gas” (Joey Ramone) – 3:34
6. „Take the Pain Away” (Dee Dee Ramone/Daniel Rey) – 2:42
7. „I Love You” (John Genzale) – 2:21
8. „Cretin Family” (Dee Dee Ramone/Daniel Rey) – 2:09
9. „Have a Nice Day” (Marky Ramone/Garrett James Uhlenbrock) – 1:39
10. „Scattergun” (C.J. Ramone) – 2:30
11. „Got a Lot to Say” (C.J. Ramone) – 1:41
12. „She Talks to Rainbows” (Joey Ramone) – 3:14
13. „Born to Die in Berlin” (Dee Dee Ramone/John Carco) – 3:32

Bonusy:
1. „R.A.M.O.N.E.S.” (Motorhead) – 1:24 (w japońskiej edycji płyty)
2. „Spider-Man” (Paul Francis Webster) – 1:56 (w amerykańskiej edycji płyty)

## Skład
- Joey Ramone – wokal, dalszy wokal w „The Crusher”
- Johnny Ramone – gitara
- C.J. Ramone – gitara basowa, wokal w „Makin' Monsters for My Friends”, „The Crusher”, „Cretin Family”, „Scattergun”, „Got A Lot To Say” i „R.A.M.O.N.E.S.”
- Marky Ramone – perkusja

Gościnnie:
- Dee Dee Ramone – drugi wokal w „Born to Die in Berlin”